# Messegelände Saarbrücken

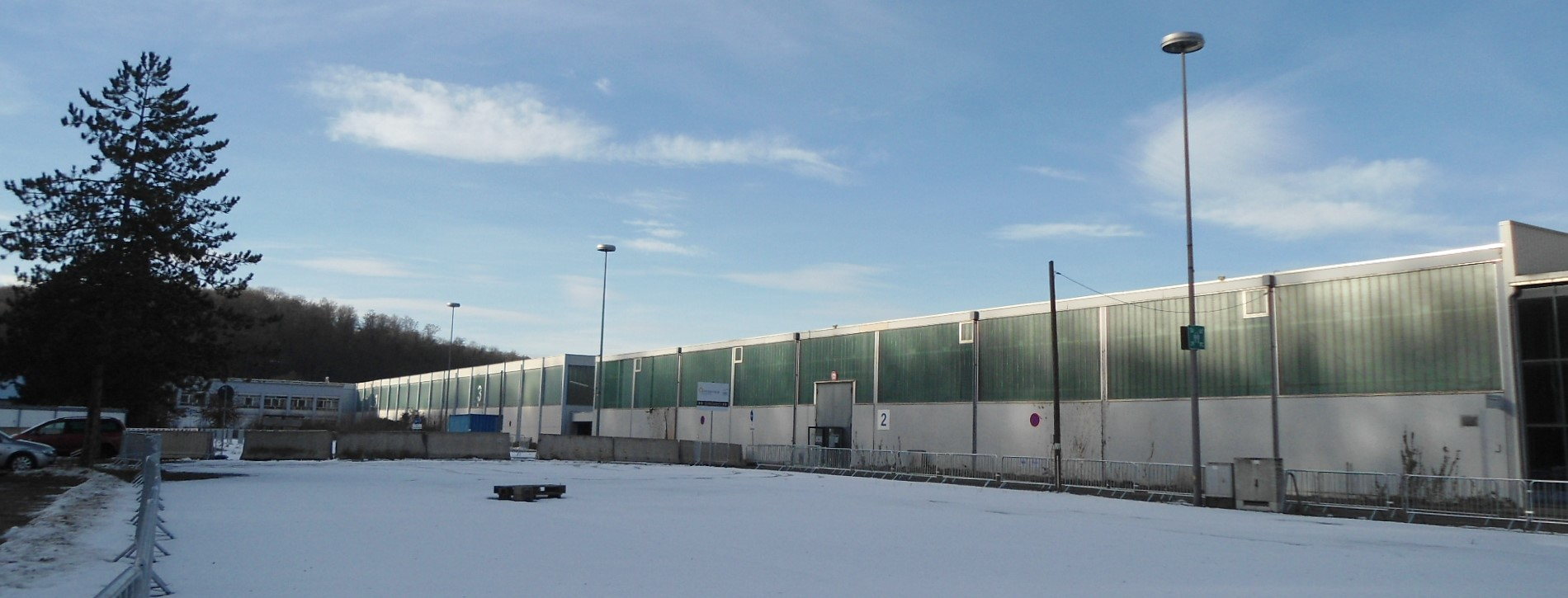
Das Messegelände Saarbrücken

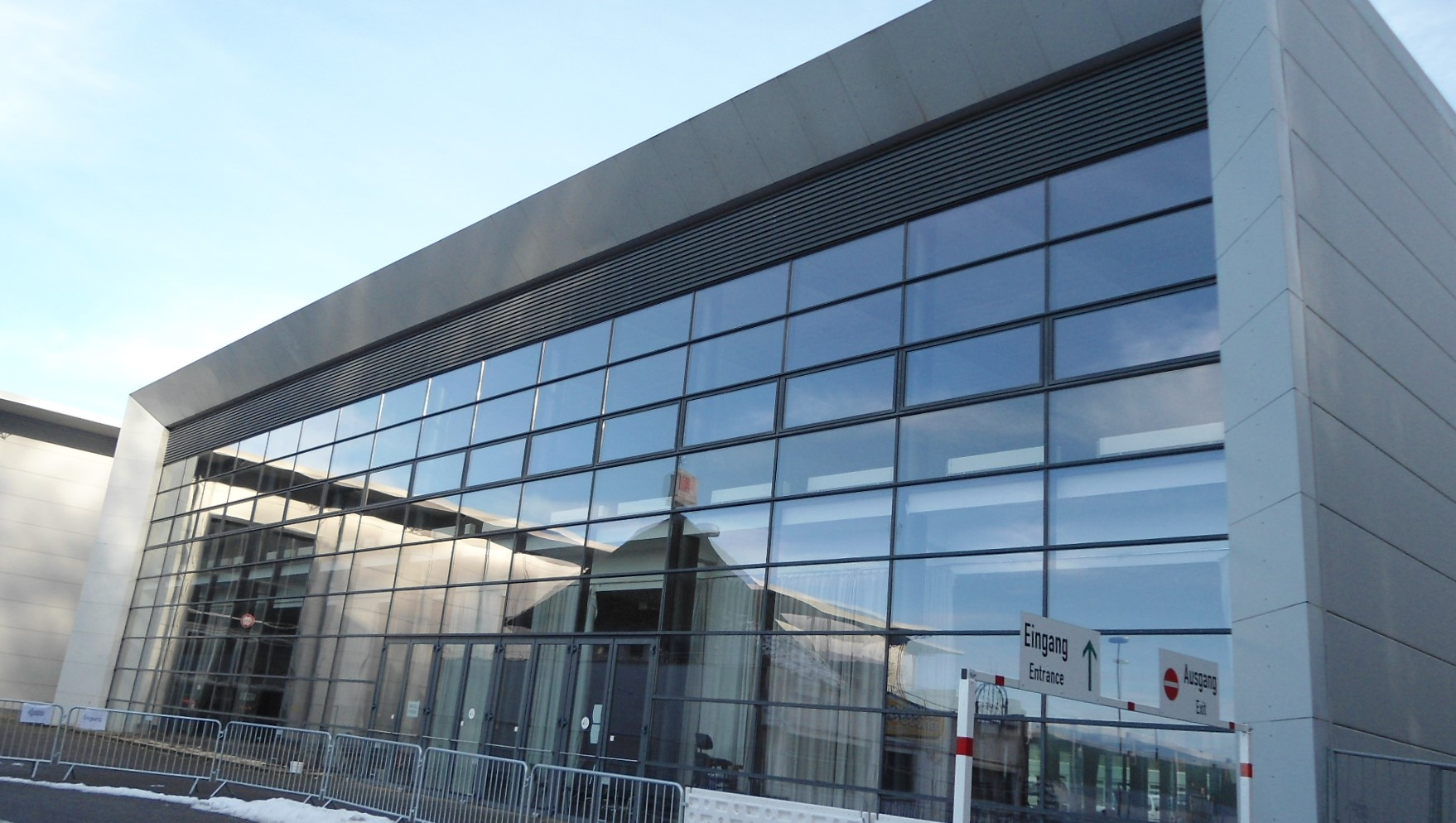
Eingangsgebäude

Das Messegelände Saarbrücken war ein Messegelände, welches ab 1950 am Stadtrand von Saarbrücken bestand. Es wird seit 2022 zu einem gemischten Gewerbequartier umgebaut.

## Das Areal
Das Gelände liegt am Stadtrand von Alt-Saarbrücken am bewaldeten Schanzenberg und direkt an der Bundesautobahn 620. Es umfasst 7,7 Hektar, die sich u. a. auf 13 Hallen und zwei große Freiflächen verteilen. Der Zugang erfolgte durch eine 30 Meter lange Bahnunterführung. Außerdem wurde das Messezentrum bis 2006 vom unmittelbar in der Nähe gelegenen und mittlerweile außer Betrieb genommenen Messebahnhof bedient, welcher Teil der Rosseltalbahn war.

## Geschichte
Im Zweiten Weltkrieg war das Areal Standort von Zwangsarbeiter-Lagern. Die Insassen stammten aus der Sowjetunion und Frankreich.
1950 wurde das Areal planiert. Im selben Jahr organisierten die Brüder Heinz, Willi, Daniel und Fritz Grandmontagne die erste Saarmesse. Im Laufe der Jahre wurden 13 Hallen mit einer Gesamtausstellungsfläche von 43.000 Quadratmetern errichtet, welche Standort für die beiden großen Verbrauchermessen Saarmesse und Welt der Familie wurden. Weitere Messen waren die Tuning-Expo und die Intermoto. In der übrigen Zeit fanden auch Tagungen, Märkte, Firmenfeste und Konzerte auf dem Gelände statt.
2003 verstarb der letzte der vier Gründer. Das Messegelände verblieb bis August 2012 im Besitz der Familie, als es an die Stadt Saarbrücken verkauft wurde. Eine geplante Kooperation mit der Messe Berlin wurde bereits 2013 wieder abgesagt. Die letzte Saarmesse fand 2016 statt. Während der COVID-19-Pandemie wurden einzelne Gebäude des Messezentrums für das Impfzentrum Saarland-Süd genutzt. Schon zu Beginn der Pandemie Mitte 2020 diente die Freifläche als Testzentrum.
Nach dem immer schwieriger werdenden Messegeschäft wurde das Gelände 2019 für 7,7 Millionen Euro an den bayerischen Investor Josef Reichenberger verkauft. Dieser errichtet auf dem Messegelände derzeit für etwa 40 Millionen Euro das neue Quartier „Am Schanzenberg“. Dazu wurde die Zufahrt verbreitert und ein Anschluss ans Stadtbusnetz ist geplant.  Die Saarbahn könnte den alten Messebahnhof wieder anfahren. Im März 2022 wurde mit den Bauarbeiten begonnen.
Beim Umbau sollen einige der Messehallen erhalten werden. So soll in der ehemaligen Halle 3 ein Unternehmen für Nahrungsergänzungsmittel einziehen. Mitte 2024 will die AOK die ersten fertiggestellten Räumlichkeiten beziehen.[veraltet]